# Lilli Bohnke
Lilli Bohnke (* 30. November 1897 in Berlin geboren als Lilli Marianne Therese von Mendelssohn; † 11. Mai 1928 bei Pasewalk, Mecklenburg-Vorpommern) war eine deutsche Violinistin.

## Leben

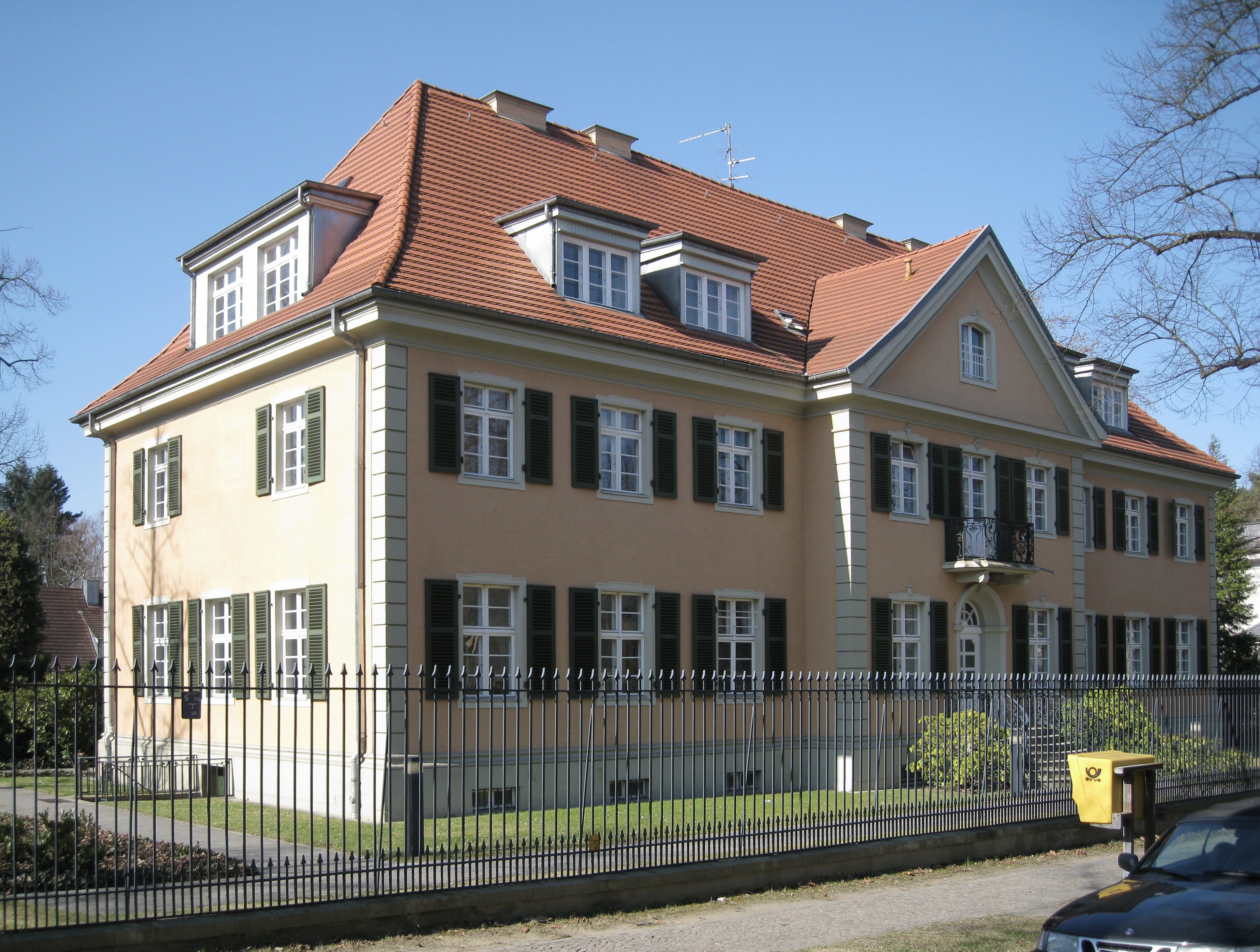
Wohnhaus Podbielskiallee 25–27 in Berlin-Dahlem

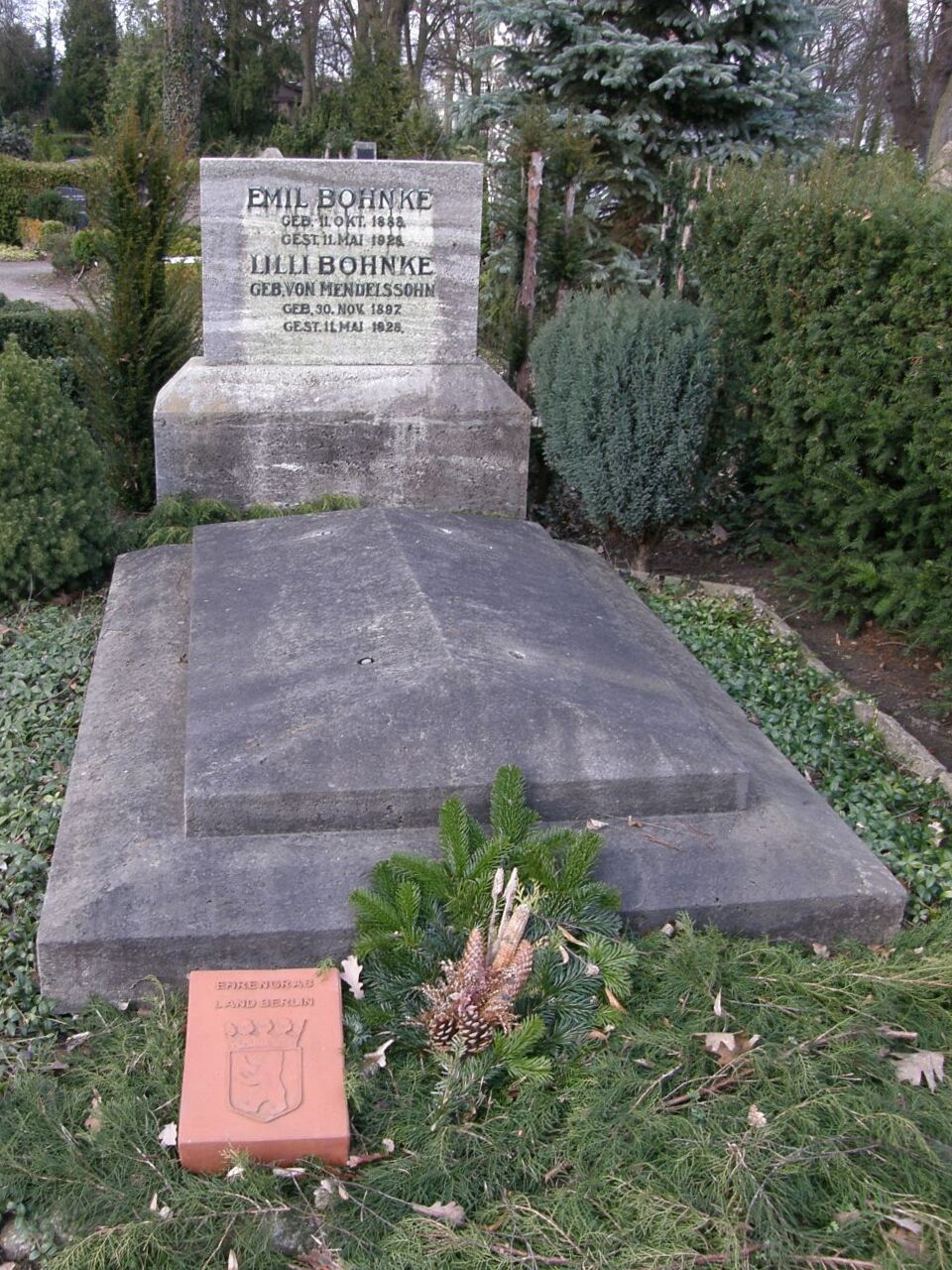
Grabstätte in Berlin (2009)

Lilli von Mendelssohn war die einzige Tochter des Bankiers Franz von Mendelssohn (1865–1935) und seiner Frau Marie von Mendelssohn, geb. Westphal (1867–1957). Sie studierte Violine bei Carl Flesch und Georg Kulenkampff und war als Berufsmusikerin tätig.
Am 2. September 1919 heiratete sie in Berlin-Grunewald den Bratschisten, Komponisten und Dirigenten Emil Bohnke, der ihr später eine seiner Kompositionen, die Sonate b-Moll für Klavier (op. 10), widmete. Aus der Ehe gingen drei Kinder hervor: der Kaufmann Walther Bohnke (1920–2000), die Pianistin Lilli Rosenthal, geb. Bohnke (1922–1979), und der Pianist Robert-Alexander Bohnke (1927–2004).
In den Jahren 1926/1927 ließ das Ehepaar nach Plänen der Architekten Helmuth Griesebach und Heinz Rehmann ein repräsentatives Wohnhaus an der Podbielskiallee 25–27 in Berlin-Dahlem errichten, das heute unter Denkmalschutz steht. Im Inneren sind eine holzgetäfelte ovale Bibliothek und das rund 70 Quadratmeter große Musikzimmer des Musikerpaares mit originalen Einbauten aus der Bauzeit erhalten.
Lilli Bohnke starb im Alter von 30 Jahren. Sie kam im Mai 1928 zusammen mit ihrem Ehemann bei einem Autounfall in der Nähe von Pasewalk ums Leben, als beide auf der Suche nach einer Ferienunterkunft für ihre Kinder waren. Die drei Waisen wuchsen im Haushalt der Großeltern von Mendelssohn auf.
Das gemeinsame Grab des Ehepaares auf dem Friedhof Dahlem war bis zum Jahr 2015 als Ehrengrab des Landes Berlin gewidmet.

## Stradivari
Lilli Bohnke besaß zwei wertvolle Stradivari-Geigen, die ihr Vater für sie erworben hatte. Hierbei handelte es sich zum einen um die berühmte „Rote Mendelssohn“ von 1720, die den Oscar-prämierten Film Die rote Violine inspiriert haben soll. Heute befindet sich dieses Instrument im Besitz der US-amerikanischen Geigerin Elizabeth Pitcairn, die es regelmäßig bei Konzerten spielt.
Eine weitere Stradivari aus dem Jahr 1709 – nach ihr als „(Kleine) Mendelssohn“-Stradivari bezeichnet – gelangte nach Lilli Bohnkes Tod zunächst in einen Tresor der Mendelssohn-Bank und später in den Tresor der Zentrale der Deutschen Bank in der Mauerstraße in Berlin. Dort verschwand sie 1945. Ihr Sohn Walther Bohnke leitete in den 1950er Jahren vergeblich Suchmaßnahmen ein. Erst 2025 konnte eine um 1995 aufgetauchte Stradivari mit dem Namen „Stella“ und vermutlich gefälschter Provenienz als die lang vermisste „Mendelssohn“ identifiziert werden. Sie befindet sich derzeit im Besitz eines japanischen Geigers.